# Renato Cioni
Renato Cioni (Portoferraio, 15 aprile 1929 – Portoferraio, 4 marzo 2014) è stato un tenore italiano, attivo fra gli anni cinquanta e settanta del novecento.

## Biografia
Nato in una famiglia di pescatori appassionati alla musica e al canto, studia al Conservatorio Luigi Cherubini di Firenze. Nel 1956 vince l'importante "Concorso Adriano Belli" del Teatro lirico sperimentale di Spoleto e debutta nella cittadina umbra come Edgardo in Lucia di Lammermoor. Nello stesso anno appare in una produzione televisiva di Madama Butterfly.
Acquisisce rapidamente notorietà, venendo richiesto in tutta Italia: Roma, Napoli, Palermo, Venezia, Genova, Trieste, Bologna, Catania e iniziando a cantare anche all'estero: Svizzera, Spagna, Germania, Belgio, Francia. Nel 1959 debutta negli Stati Uniti all'Accademia di Musica di Philadelphia, esibendosi poi alla Carnegie Hall di New York ne Il duca d'Alba e alla San Francisco Opera in Lucia di Lammermoor.
Il 4 marzo 1961 debutta alla Scala nel ruolo di Pinkerton e nel 1964 partecipa a due spettacoli storici: Tosca al Covent Garden, a fianco di Maria Callas e Tito Gobbi, e La traviata alla Scala diretta da Herbert von Karajan. Nel 1970 si esibisce al Metropolitan in alcune recite di Norma, accanto a Joan Sutherland e Marilyn Horne.
Altre opere affrontate sono La sonnambula, La Straniera, Lucrezia Borgia, Rigoletto, Un ballo in maschera, La bohème, La Gioconda, Cavalleria rusticana, Francesca da Rimini.
Cioni è conosciuto in tutto il mondo anche per le incisioni di Lucia di Lammermoor e Rigoletto con Joan Sutherland, registrate nel 1961 per la Decca.

## Repertorio
| Ruolo                 | Titolo                   | Autore     |
| --------------------- | ------------------------ | ---------- |
| Arturo                | La straniera             | Bellini    |
| Tebaldo               | I Capuleti e i Montecchi | Bellini    |
| Elvino                | La sonnambula            | Bellini    |
| Pollione              | Norma                    | Bellini    |
| Lord Arturo Talbot    | I puritani               | Bellini    |
| Calaf                 | Turandot                 | Busoni     |
| Gennaro               | Lucrezia Borgia          | Donizetti  |
| Edgardo di Ravenswood | Lucia di Lammermoor      | Donizetti  |
| Ugo                   | Parisina d'Este          | Donizetti  |
| Tonio                 | La figlia del reggimento | Donizetti  |
| Marcello di Bruges    | Il duca d'Alba           | Donizetti  |
| Steva                 | Jenůfa                   | Janáček    |
| Turiddu               | Cavalleria rusticana     | Mascagni   |
| Enzo Adorno           | La Gioconda              | Ponchielli |
| Des Grieux            | Manon Lescaut            | Puccini    |
| Rodolfo               | La bohème                | Puccini    |
| Mario Cavaradossi     | Tosca                    | Puccini    |
| F.B. Pinkerton        | Madama Butterfly         | Puccini    |
| Bruto                 | Lucrezia                 | Respighi   |
| Ismaele               | Nabucco                  | Verdi      |
| Jacopo Foscari        | I due Foscari            | Verdi      |
| Carlo Moor            | I masnadieri             | Verdi      |
| Rodolfo               | Luisa Miller             | Verdi      |
| Duca di Mantova       | Rigoletto                | Verdi      |
| Alfredo Gérmont       | La traviata              | Verdi      |
| Riccardo              | Un ballo in maschera     | Verdi      |
| Gabriele Adorno       | Simon Boccanegra         | Verdi      |
| Paolo Malatesta       | Francesca da Rimini      | Zandonai   |

## Discografia

### Incisioni in studio
- Madama Butterfly - Anna Moffo, Renato Cioni, Afro Poli, Mitì Truccato-Pace, dir. Oliviero De Fabritiis - video RAI 1956 ed. VAI
- Rigoletto - Cornell MacNeil, Joan Sutherland, Renato Cioni, Cesare Siepi, dir. Nino Sanzogno - Decca 1961
- Lucia di Lammermoor . Joan Sutherland, Renato Cioni, Robert Merrill, Cesare Siepi, dir. John Pritchard - Decca 1961

### Registrazioni dal vivo
- La sonnambula - Joan Sutherland, Renato Cioni, Ezio Flagello, dir. Nicola Rescigno - New York 1961 ed. SRO/Gala
- Madama Butterfly - Magda Olivero, Renato Cioni, Mario Zanasi, Fernanda Cadoni, dir. Nicola Rescigno - Napoli 1961 ed. GOP/Opera D'Oro
- Francesca da Rimini - Leyla Gencer, Renato Cioni, Anselmo Colzani, dir. Franco Capuana - Trieste 1961 ed. Cetra/Arkadia
- Nabucco - Ettore Bastianini, Lucilla Udovich, Giorgio Tozzi, Renato Cioni, dir. Francesco Molinari Pradelli - San Francisco 1961 ed. Lyric Distribution
- Parisina d'Este - Marcella Pobbe, Renato Cioni, Giulio Fioravanti, dir. Bruno Rigacci - Siena 1962 ed. Melodram/Opera Lovers
- La bohème - Renata Tebaldi, Renato Cioni, Enzo Sordello, Giorgio Tadeo, Silvana Zanolli, dir. Arturo Basile - Parma 1962 ed. Ombra/Lyric Distribution
- La traviata - Anna Moffo, Renato Cioni, Mario Sereni, dir. Herbert von Karajan - La Scala 1964 ed. Gala/Opera D'Oro
- La traviata (prova generale) - Mirella Freni, Renato Cioni, Mario Sereni, dir. Herbert von Karajan - La Scala 1964 ed. Arkadia
- Tosca (video-selez.) - Maria Callas, Renato Cioni, Tito Gobbi, dir. Carlo Felice Cillario - Londra 1964 ed. EMI
- Tosca - Maria Callas, Renato Cioni, Tito Gobbi, dir. Georges Prêtre - Londra 1965 ed. Divina Records
- Tosca - Maria Callas, Renato Cioni, Tito Gobbi, dir. Nicola Rescigno - Parigi 1965 ed. Melodram
- Tosca - Antonietta Stella, Renato Cioni, Louis Quilico, dir. Arturo Basile - RAI-Roma 1965 ed. Fiori (MP3)
- La traviata - Mirella Freni, Renato Cioni, Piero Cappuccilli, dir. Carlo Maria Giulini - Londra 1967 ed. Frequenz
- La traviata (video atti 2,3) - Mirella Freni, Renato Cioni, Piero Cappuccilli, dir. Carlo Maria Giulini - Londra 1967 ed. House of Opera
- La Gioconda - Leyla Gencer, Renato Cioni, Chester Ludgin, Grace Bumbry, Ara Barberian, dir. Giuseppe Patanè - San Francisco 1967 ed. Opera Lovers
- Madama Buttefly -  Renata Scotto, Renato Cioni, Alberto Rinaldi, Franca Mattiucci, dir. Arturo Basile - Rai-Torino 1967 ed. Frequenz/Opera D'Oro
- La Straniera - Renata Scotto, Renato Cioni, Domenico Trimarchi, Elena Zilio, dir. Nino Sanzogno - Palermo 1968 ed. Arkadia
- I due Foscari - Mario Zanasi, Renato Cioni, Luisa Maragliano, dir. Bruno Bartoletti - Roma 1968 ed. MRF
- La figlia del reggimento - Anna Moffo, Renato Cioni, Walter Alberti, Carlo Badioli, dir. Oliviero De Fabritiis - Roma 1968
- I masnadieri - Luisa Maragliano, Renato Cioni, Licinio Montefusco, Carlo Cava, dir. Riccardo Muti - Firenze 1969 ed. Arkadia
- Jenůfa (Steva) - Grace Bumbry, Magda Olivero, Robleto Merolla, Renato Cioni, dir. Jerzy Semkov - La Scala 1974 ed. Myto